# Spoorlijn Strasbourg-Ville - Saint-Dié
De Spoorlijn Strasbourg-Ville - Saint-Dié is een Franse spoorlijn van Straatsburg via Molsheim naar Saint-Dié-des-Vosges. De lijn is 86,2 km lang en heeft als lijnnummer 110 000.

## Geschiedenis
Het gedeelte tussen Straatsburg en Molsheim werd door de Chemins de fer de l'Est geopend op 29 september 1864 en op 15 december 1864 verlengd tot Mutzig. Na de Frans-Duitse Oorlog werd de lijn verlengd van Mutzig tot Rothau op 15 oktober 1877 en van Rothau tot Saales op 1 oktober 1890 door de Reichseisenbahnen in Elsaß-Lothringen. De Administration des chemins de fer d'Alsace et de Lorraine opende op 20 augustus 1923 het gedeelte tussen Saint-Dié-des-Vosges en Provenchères-sur-Fave en voltooide de lijn met het gedeelte tussen Saales en Provenchères-sur-Fave op 21 oktober 1928.

## Treindiensten
De SNCF verzorgt het personenvervoer op dit traject met TER treinen.
| Serie      | Treinsoort | Route                                                                           | Bijzonderheden |
| ---------- | ---------- | ------------------------------------------------------------------------------- | -------------- |
| TER 830800 | TER (SNCF) | Strasbourg-Ville – Entzheim-Aéroport – Molsheim – Mutzig                        |                |
| TER 831700 | TER (SNCF) | Strasbourg-Ville – Entzheim-Aéroport – Molsheim – Obernai – Barr – Sélestat     |                |
| TER 831800 | TER (SNCF) | Strasbourg-Ville – Entzheim-Aéroport – Molsheim – Rothau – Saint-Dié-des-Vosges |                |

## Aansluitingen
In de volgende plaatsen is of was er een aansluiting op de volgende spoorlijnen:
Strasbourg-Ville
RFN 070 000, spoorlijn tussen Noisy-le-Sec en Strasbourg-Ville
RFN 070 346, raccordement tussen Strasbourg-Cronenbourg en Strasbourg-Ville
RFN 110 306, raccordement Strasbourg - Koenigshoffen-Nord
RFN 110 311, raccordement Strasbourg - Koenigshoffen-Sud
RFN 115 000, spoorlijn tussen Strasbourg-Ville en Saint-Louis
RFN 142 000, spoorlijn tussen Strasbourg-Ville en Strasbourg-Port-du-Rhin
RFN 145 000, spoorlijn tussen Straatsburg en Lauterbourg
Molsheim
RFN 111 000, spoorlijn tussen Sélestat en Saverne
Lesseux-Frapelle
RFN 116 000, spoorlijn tussen Sélestat en Lesseux-Frapelle
Saint-Dié-des-Vosges
RFN 062 000, spoorlijn tussen Arches en Saint-Dié-des-Vosges
RFN 062 306, raccordement van Saint-Dié
RFN 067 000, spoorlijn tussen Lunéville en Saint-Dié-des-Vosges

## Galerij

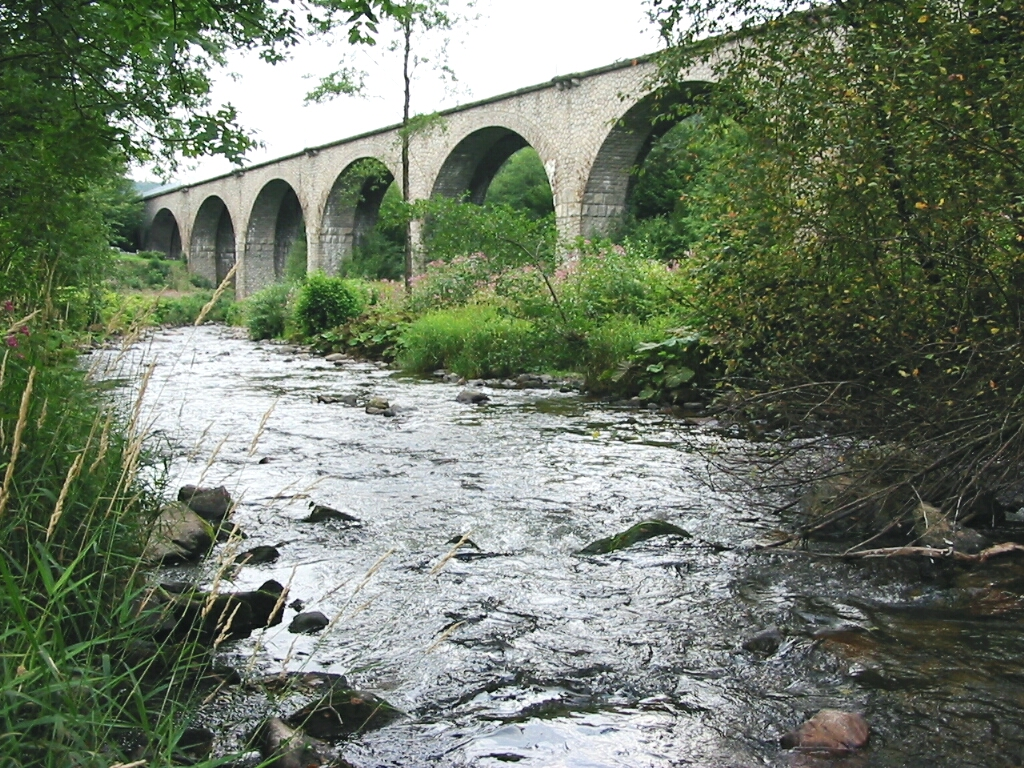
Spoorbrug over de Bruche bij Fouday
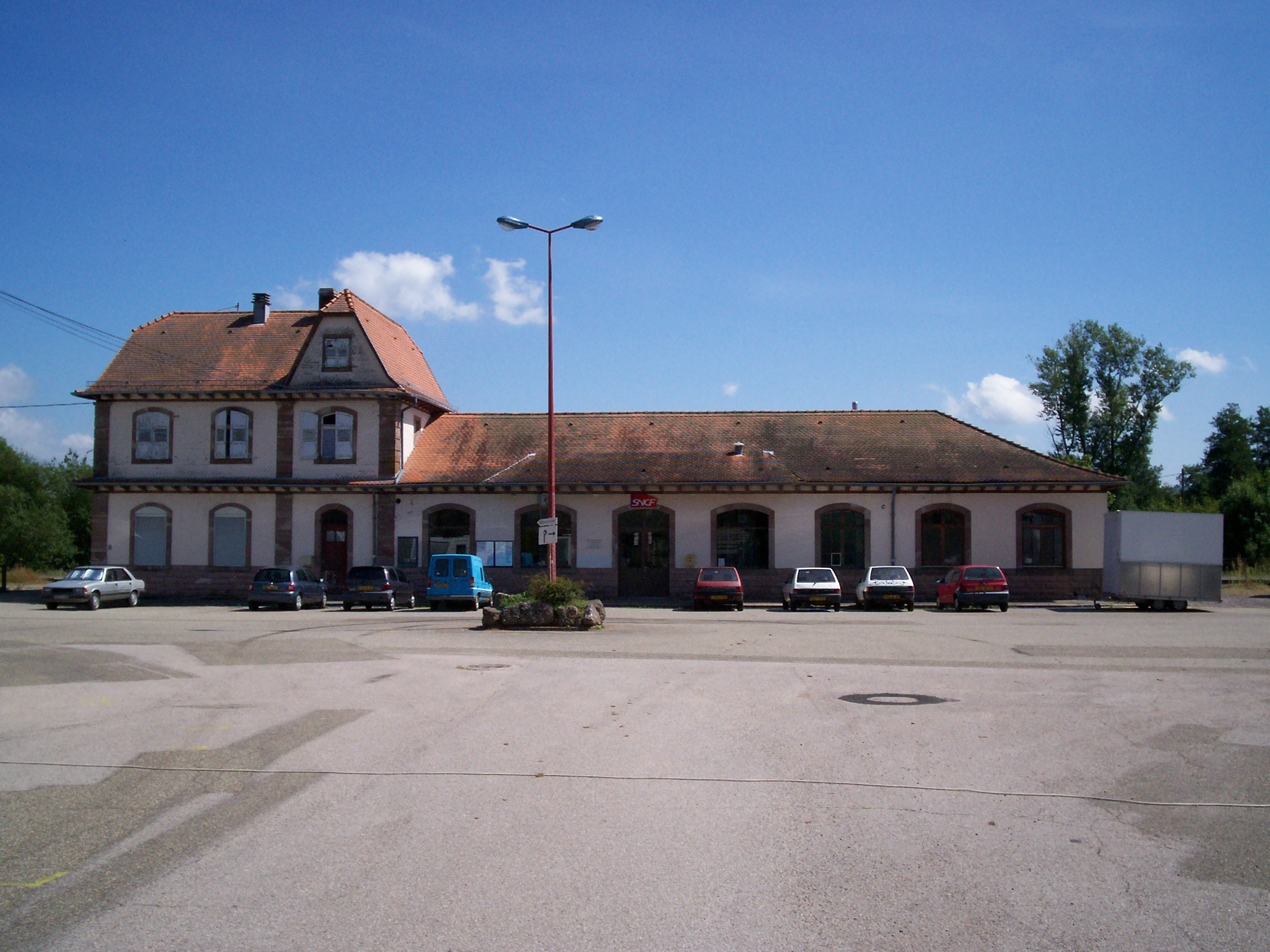
Station Saales
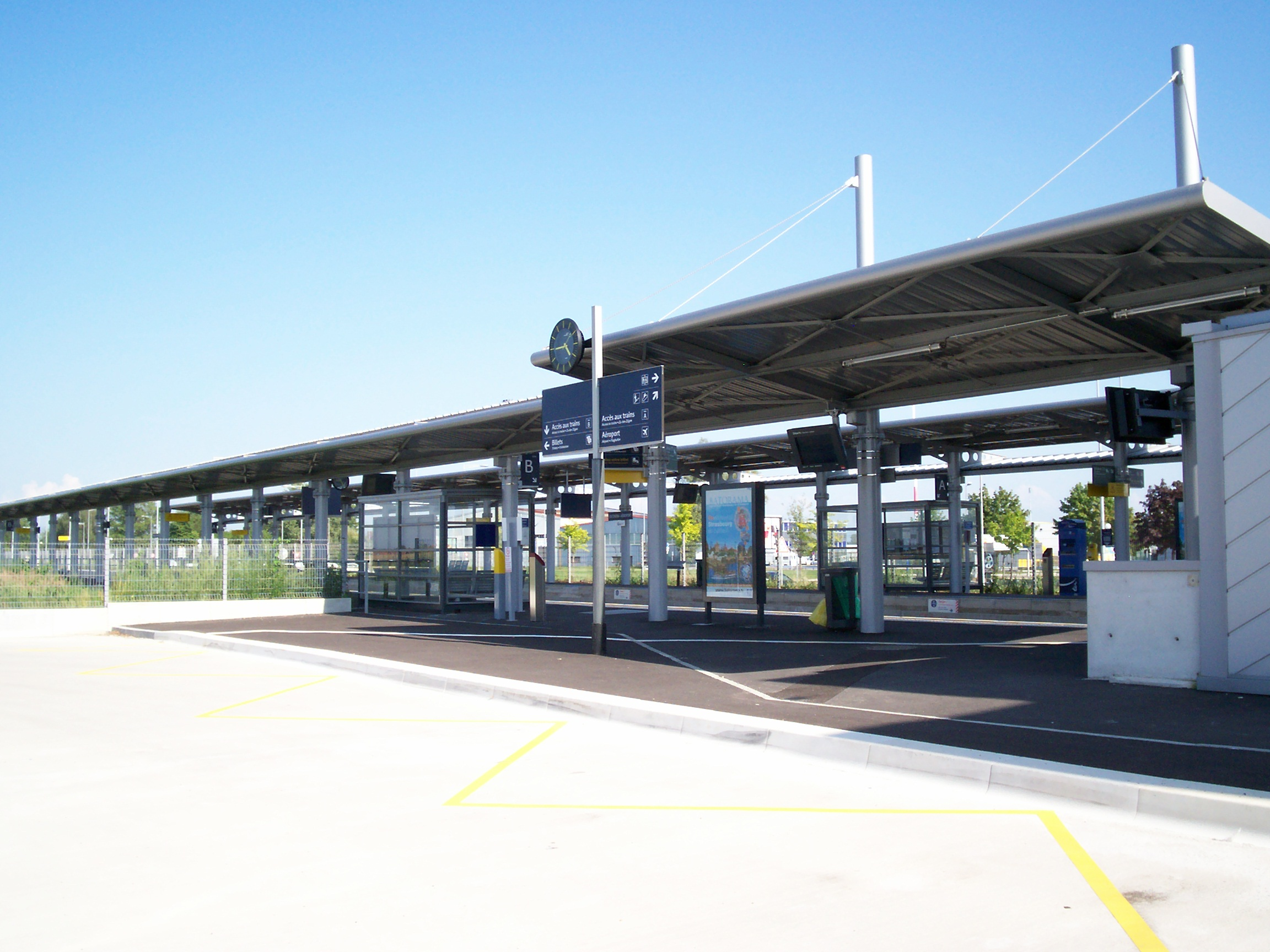
Station Entzheim-Aéroport
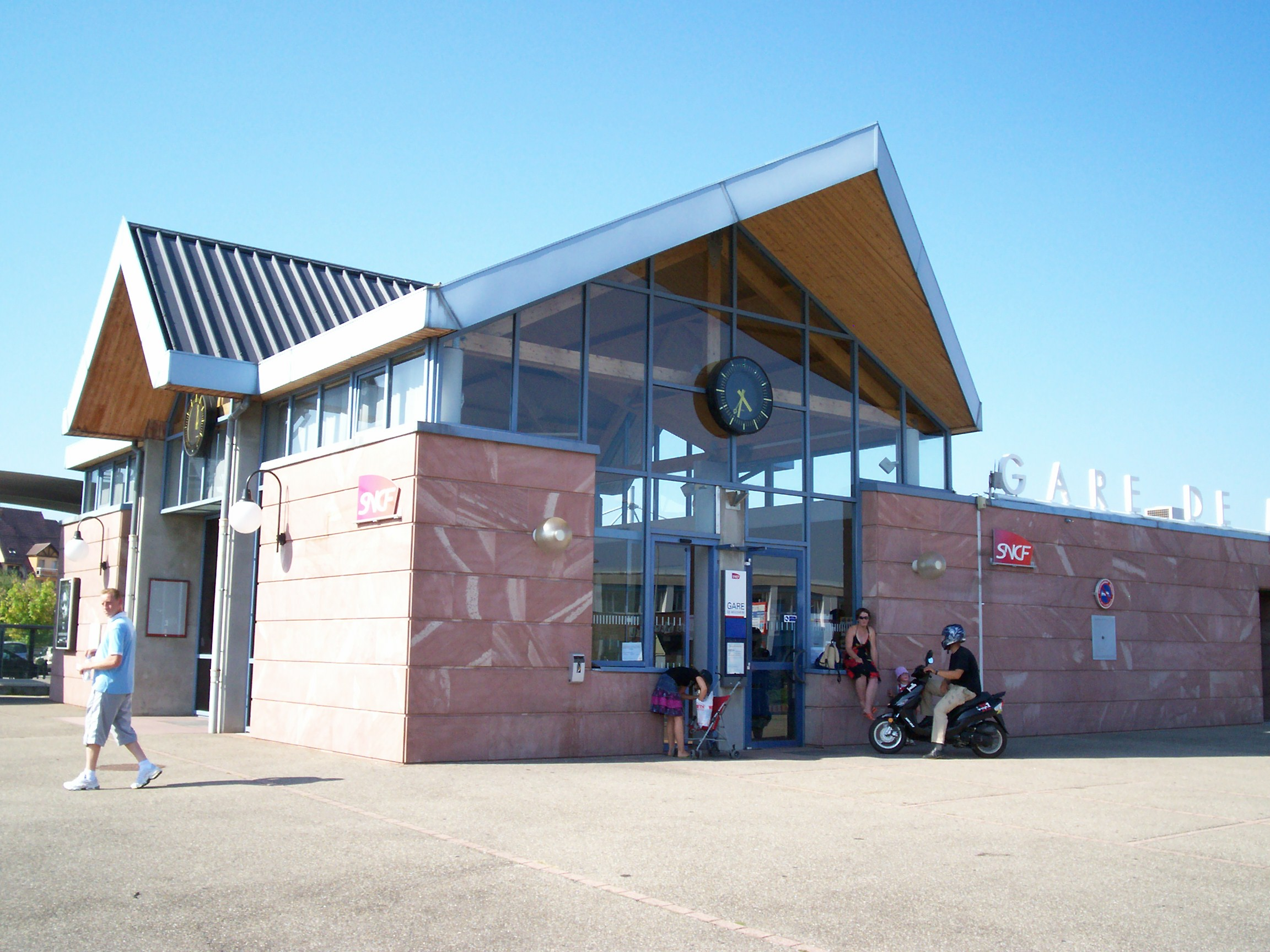
Station Molsheim